# Andreas Jonas Czirbesz
Andre Jonas Czirbesz (ur. 1732, zm. 1813 w Nowej Wsi Spiskiej) – węgierski ewangelicki pastor, historyk i przyrodnik, pierwszy odnotowany zdobywca Krywania, na który wszedł 4 sierpnia 1772 r.
Jest autorem pierwszego opublikowanego syntetycznego opisu Tatr: Kurzgefasste Beschreibung des karpatischen Gebirges (1772-73). W 1773 opublikował uzupełnienie do swojej poprzedniej pracy, noszące tytuł: Beschreibung einer karpathischen Bergreise, auf den so genannten Kriwan, samt den dabey gemachten Beobachtungen.